# Mosquito Control
Mosquito Control – pierwsza oficjalna EP grupy Isis. Ukazały się dwie edycje albumu - wersja CD i winylowa. Rozprowadzone odpowiednio w 200 i 2600 egzemplarzach (kilka wariantów kolorystycznych). Na pierwszym wydawnictwie grupa pokazała dosyć szorstkie i ciężkie granie. W porównaniu z późniejszymi produkcjami zarówno Mosquito Control jak i The Red Sea oferują bardziej hardcore'owy styl. Sam album jest oceniany dwojako - jednym, przyzwyczajonym do spokojnej gry na albumach długogrających, nie odpowiada "dzikość" tej EPki. Z drugiej strony, można dostrzec pewne podobieństwa między tym albumem a późniejszymi dokonaniami grupy a sam styl gry nie zmienia się diametralnie. 
Album wydano również w japońskiej wersji (2002), w połączeniu z drugą EP - The Red Sea. Do tego wydania dołączono również dwa covery: "Streetcleaner" (oryginalne wykonanie Godflesh) i "Hand of Doom" (oryginalne wykonanie Black Sabbath).

## Koncepcja albumu
Już na Mosquito Control widać początki zacięcia konceptualnego w pełni ukazanego na późniejszych albumach długogrających. Zostaje na niej przekazany jeden główny motyw - komara (ang. mosquito) jako części większej, zorganizowanej zbiorowości. Okładka reedycji japońskiej pokazuje pewne połączenie tej płyty z późniejszą produkcja - Celestial ukazując motyw przewodni tego albumu - Wieżę (ang. The Tower). Ważna jest także pewna analogia z innymi płytami (głównie Panopticon) między tematami przewodnimi obu płyt i czynnością na której skupia się uwaga w obu płytach - obserwacją. Zarówno więzienie z drugiej LP zespołu jak i moskit łączą w sobie pewien udoskonalony poziom obserwacji, niedostępny zwykłemu ludzkiemu postrzeganiu.

## Twórcy
1. Aaron Harris - perkusja
2. Aaron Turner - gitara, wokal
3. Chris Mereschuk - elektronika, wokal
4. Jeff Caxide - bas

## Lista utworów
1. "Poison Eggs" - 6:42
2. "Life Under the Swatter" - 5:50
3. "Hive Destruction" - 4:10
4. "Relocation Swarm" - 11:43